# Gorno Palčište
Gorno Palčište (makedonsky: Горно Палчиште, albánsky: Pallçisht i Epërm) je vesnice v Severní Makedonii. Nachází se v opštině Bogovinje v Položském regionu.

## Geografie
Vesnice se nachází v oblasti Položská kotlina, 8 km jihozápadně od města Tetovo. Leží v nadmořské výšce 507 m.

## Demografie
Podle statistiky Vasila Kančova žilo v roce 1900 ve vesnici 165 obyvatel albánské národnosti.
Podle sčítání lidu z roku 2002 žije ve vesnici 1 356 obyvatel, etnické skupiny jsou:
- Albánci – 1 339
- Makedonci – 1
- ostatní – 16

| Rok          | 1900 | 1948 | 1953 | 1961 | 1971 | 1981  | 1994  | 2002  |
| ------------ | ---- | ---- | ---- | ---- | ---- | ----- | ----- | ----- |
| Obyvatelstvo | 165  | 541  | 593  | 695  | 861  | 1 090 | 1 166 | 1 356 |